# Kátia Abreu
Kátia Regina de Abreu (Goiânia, 2 de febrero de 1962) es una psicóloga y política brasileña. Actualmente es senadora por el Estado de Tocantins, afiliada a Progresistas. Posee liderazgo en la minoría parlamentaria y ha sido elegida líder de las minorías.

## Líder agropecuaria
Se formó en Psicología en la Universidad Católica de Goiás, tornándose ganadera al asumir, con el deceso de su marido en 1987, la hacienda en el antiguo norte goiano, actualmente Tocantins. Se mudó a la finca sin conocimientos de cómo conducirla. Pero al llegar al predio, encontró dentro de un cofre de la propiedad, un archivo completo sobre que hacer en el supuesto de una "ausencia" del marido. Según Kátia, Irajá Silvestre le había dejado una especie de escrupuloso inventario, explicándole cosas como por ejemplo donde aplicar el dinero, cuáles deudas debían ser pagadas primero y cuáles serían las inversiones prioritarias para aumentar la productividad de la hacienda.
Tuvo destacada actuación entre los productores de la región, para luego ser presidenta del Sindicato Rural de Gurupi. Y enseguida, fue elegida presidenta de la Federación de Agricultura y Ganadería del Estado de Tocantins, cargo que ejerció durante cuatro mandatos consecutivos, entre 1995 y 2005. 
En noviembre de 2008 fue elegida presidente de la Confederación de Agricultura y Ganadería del Brasil (CNA), para el trienio 2008 al 2011. Dicha entidad representa a 27 federaciones estaduales, 2.142 sindicatos rurales por todo el Brasil, y más de un millar de productores sindicalizados.

## Carrera política
En 1998, Kátia Abreu disputó por primera vez una escaño en la Cámara de Diputados, resultando como la primera suplente. Asumió el puesto en dos ocasiones entre abril de 2000 y abril de 2002. Además fue escogida para presidir la bancada ruralista en el Congreso Nacional, siendo así la primera mujer del país en comandarla, que para esa época contaba con 180 integrantes.
En 2002, fue efectivamente elegida para la Cámara de Diputados, con 76.170 votos, la más votada en el Estado de Tocantins.
En 2006, concurrió y venció en la elección a un escaño en el Senado Federal derrotando a Eduardo Siqueira Campos que intentaba la reelección.
En 2009, Kátia Abreu figuró entre las cien personalidades más influyentes del Brasil, de una lista selecta publicada en la edición especial de la Revista Época. Dentre as cem personalidades destacam-se trinta personalidades políticas, dentre os quais somam cinco senadores da República.
En una entrevista a la revista Veja la senadora, criticando las políticas para los agronegocios de los Ministerios de Trabajo y Empleo, Desarrollo Agrario y de Ambiente del gobierno de Lula, realizó un desafío a los ministros:

Quiero realizar un desafío a los ministros: administrar una hacienda de cualquier tamaño en una nueva frontera agrícola y aplicar las leyes laborales, ambientales y agrarias completas en esa propiedad...Si después de un trienio ustedes consiguen mantener la empresa y una renta para ese capital, hacemos una vaquita, compramos la tierra para ellos y damos el brazo a torcer, reconociendo que tenían razón.

## Críticas
Sus actuaciones en defensa de los productores agropecuarios le han generado animosidad entre algunos ecologistas y en el Ministerio de Ambiente. Fue rotulada por los activistas ambientalistas como "Miss Deforestación".
Ha sido acusada de haber recibido dinero ilegalmente para su campaña senatorial por medo de la CNA que le habría pagado R$ 650.000,00 la empresa de publicidad contratada para promover su campaña.
Recibió críticas por actuar de forma contraria a la Reforma Agraria en el Brasil. Também es criticada por mantener dos terrenos improductivos que concentran 2.500 ha de suelo
Se le acusa de haberse beneficiado de una ocupación ilegal de tierras que expulsó a 80 familias de pequeños agricultores.
Recientemente, como presidenta de la Confederación de Agricultura y Ganadería del Brasil, Kátia Abreu contrató a la organización "Contas Abertas" para saber cuánto cuesta y quién produce la campaña de televisión y de radio "Carne Legal" (la campaña se constituye de tres piezas tituladas "Churrasco de deforestación", "Picadillo de trabajo esclavo" y "Filet de lavado de dinero"), encomendada por el Ministerio Público Federal.
La senadora Kátia Abreu ha sido constantemente criticada por ecologistas, y por el Ministerio Público, además de ser acusada de cambiar los intereses de los ciudadanos tocantinenses en el Senado por los deseos del agronegocio, y de impedir el derecho del consumidor a conocer el origen de la carne que consume.